# Acherontiella carusoi
Acherontiella carusoi är en urinsektsart som beskrevs av Romano Dallai 1978. Acherontiella carusoi ingår i släktet Acherontiella och familjen Hypogastruridae. Inga underarter finns listade i Catalogue of Life.